# Джовани Вентури
Вижте пояснителната страница за други личности с името Джовани.
Джовани Батиста Вентури (на италиански: Giovanni Battista Venturi, 11 септември 1746 – 10 септември 1822) е италиански учен, известен с работите си в областите хидравлика, теория на светлината и оптика. На него са наречени откритият от него ефект на понижаване на налягането на газа или течността с увеличение на скоростта на движението им, а също и тръбата на Вентури.

## Биография
Роден е в Бибиано. Съвременник е на Леонард Ойлер и Даниел Бернули, ученик е на Ладзаро Спаланцани.
През 1769 г. е посветен в сан свещеник и през същата година е назначен на длъжността учител по логика в семинарията на Реджо нел'Емилия. През 1774 г. става професор по геометрия и философия в Моденския университет, а след две години – професор по физика.
Вентури е първият, който привлича вниманието към личността на Леонардо да Винчи като учен, и който събира и публикува много от работите и записките на Галилео Галилей.
Умира в Реджо нел'Емилия през 1822 г.